# Tillenay
Tillenay est une commune française située dans le canton d'Auxonne du département de la Côte-d'Or, en région Bourgogne-Franche-Comté.

## Géographie

### Climat
Pour des articles plus généraux, voir Climat de la Bourgogne-Franche-Comté et Climat de la Côte-d'Or.
En 2010, le climat de la commune est de type climat des marges montargnardes, selon une étude du Centre national de la recherche scientifique s'appuyant sur une série de données couvrant la période 1971-2000. En 2020, Météo-France publie une typologie des climats de la France métropolitaine dans laquelle la commune est exposée à un climat semi-continental et est dans la région climatique  Bourgogne, vallée de la Saône, caractérisée par un bon ensoleillement (1 900 h/an), un été chaud (18,5 °C), un air sec au printemps et en été et des vents faibles. 
Pour la période 1971-2000, la température annuelle moyenne est de 10,6 °C, avec une amplitude thermique annuelle de 17,4 °C. Le cumul annuel moyen de précipitations est de 876 mm, avec 12,1 jours de précipitations en janvier et 8,3 jours en juillet. Pour la période 1991-2020, la température moyenne annuelle observée sur la station météorologique de Météo-France la plus proche, « Dole », sur la commune de Dole à 15 km à vol d'oiseau, est de 11,6 °C et le cumul annuel moyen de précipitations est de 1 023,0 mm,. Pour l'avenir, les paramètres climatiques de la commune estimés pour 2050 selon différents scénarios d'émission de gaz à effet de serre sont consultables sur un site dédié publié par Météo-France en novembre 2022.

## Urbanisme

### Typologie
Au 1er janvier 2024, Tillenay est catégorisée commune rurale à habitat dispersé, selon la nouvelle grille communale de densité à 7 niveaux définie par l'Insee en 2022.
Elle est située hors unité urbaine. Par ailleurs la commune fait partie de l'aire d'attraction de Dijon, dont elle est une commune de la couronne,. Cette aire, qui regroupe 333 communes, est catégorisée dans les aires de 200 000 à moins de 700 000 habitants,.

### Occupation des sols
L'occupation des sols de la commune, telle qu'elle ressort de la base de données européenne d’occupation biophysique des sols Corine Land Cover (CLC), est marquée par l'importance des territoires agricoles (56,4 % en 2018), en diminution par rapport à 1990 (64 %). La répartition détaillée en 2018 est la suivante : 
forêts (23,7 %), prairies (21,8 %), terres arables (19,1 %), zones agricoles hétérogènes (15,5 %), zones urbanisées (14,8 %), eaux continentales (5 %). L'évolution de l’occupation des sols de la commune et de ses infrastructures peut être observée sur les différentes représentations cartographiques du territoire : la carte de Cassini (XVIIIe siècle), la carte d'état-major (1820-1866) et les cartes ou photos aériennes de l'IGN pour la période actuelle (1950 à aujourd'hui).

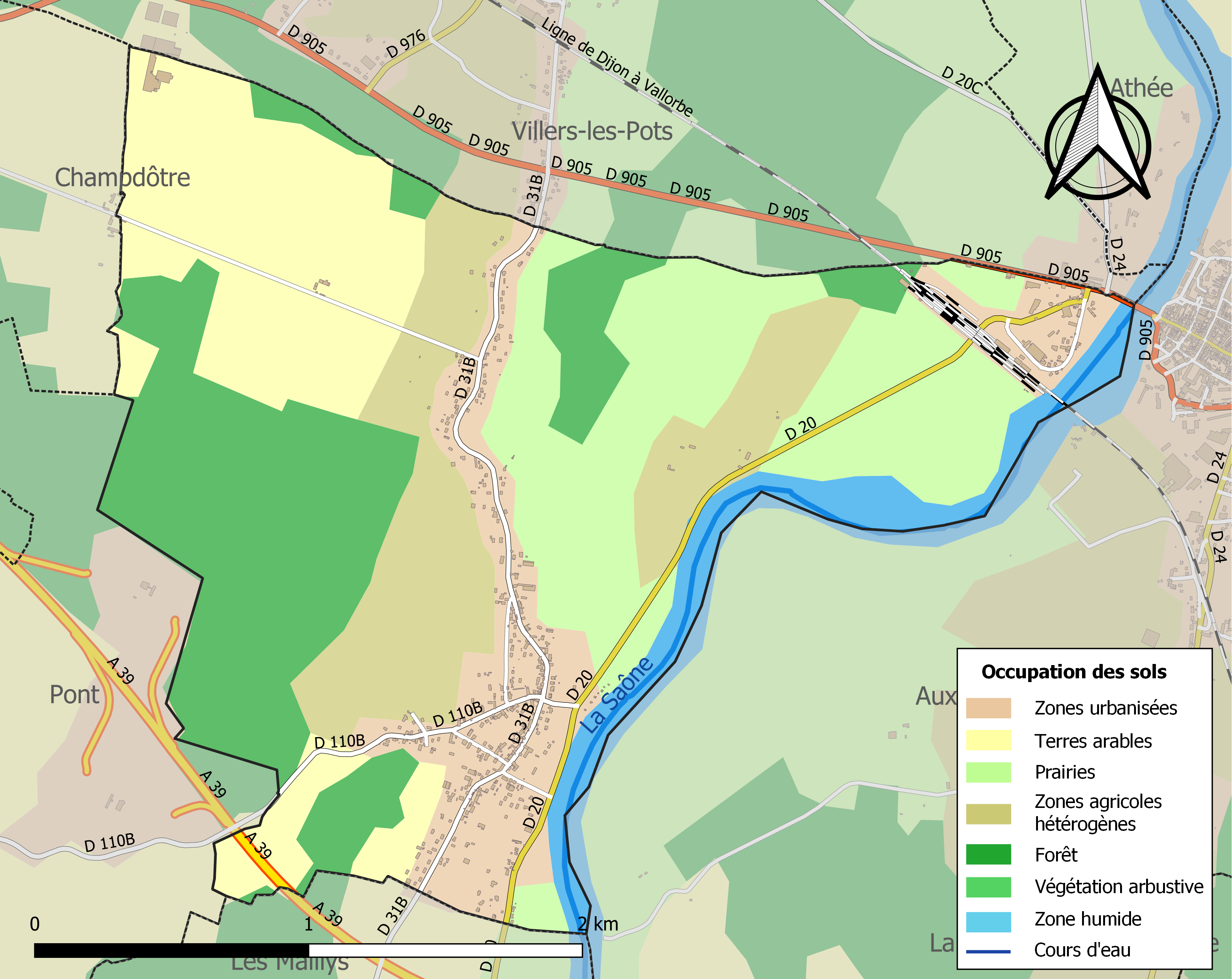
Carte des infrastructures et de l'occupation des sols de la commune en 2018 (CLC).

## Toponymie
Le nom de la commune apparaît pour la première fois dans un acte de 653 sous la forme Tiliniacus. D'après la racine latine dont il semble dériver, le toponyme désignerait un lieu marqué par la présence de tilleuls. Le nom du village apparaît pour la première fois sous la forme française qui va lui rester, en dépit de quelques petites variations orthographiques au cours du temps, dans un acte de 1257 où il se trouve écrit Tyllenay.
Ses habitants sont appelés les "Tiliniens".

## Histoire

### Antiquité
Une voie romaine reliant la Saône à la via Agrippa se situait au nord de la commune. Des traces d'une villa romaine y aurait également été repérées.

## Politique et administration
| Période                                  | Période | Identité                       | Étiquette | Qualité              |
| ---------------------------------------- | ------- | ------------------------------ | --------- | -------------------- |
| 2014                                     | 2020    | Dominique Gille                | SE        | Agriculteur retraité |
| 2008                                     | 2014    | Janine Anceau                  |           |                      |
| 2001                                     | 2008    | Pierre Gigot                   |           |                      |
| 1995                                     | 2001    | Maurice Desseigne              |           |                      |
| 1983                                     | 1995    | Yves Marin                     |           |                      |
| 1960                                     | 1983    | Robert Collin                  |           |                      |
| 1945                                     | 1960    | Lucien Gille                   |           |                      |
| 1925                                     | 1945    | Georges Marin                  |           |                      |
| 1912                                     | 1925    | Joseph Lucot                   |           |                      |
| 1905                                     | 1912    | Anatole Fourcault              |           |                      |
| 1896                                     | 1905    | Marcel Pinget                  |           |                      |
| 1888                                     | 1896    | Claude Clémencier              |           |                      |
| 1884                                     | 1888    | Pierre Bégin                   |           |                      |
| 1876                                     | 1884    | Gabriel Bizot                  |           |                      |
| 1874                                     | 1876    | Claude Clémencier              |           |                      |
| 1871                                     | 1874    | Pierre Bégin                   |           |                      |
| 1865                                     | 1871    | Claude Clémencier              |           |                      |
| 1858                                     | 1865    | Laurent Clémencier             |           |                      |
| 1857                                     | 1858    | Claude Fourcaut                |           |                      |
| 1852                                     | 1857    | Jean Bégin                     |           |                      |
| 1843                                     | 1852    | Claude Lévêque                 |           |                      |
| 1841                                     | 1843    | Marie Hugues Claude Delaforest |           | Comte                |
| 1838                                     | 1840    | M. Amanton                     |           |                      |
| 1836                                     | 1838    | Marie Hugues Claude Delaforest |           | Comte                |
| 1832                                     | 1836    | Pierre Bégin                   |           |                      |
| 1831                                     | 1832    | Jean-Baptiste Marin            |           |                      |
| 1830                                     | 1831    | Pierre Bouteiller              |           |                      |
| 1822                                     | 1830    | Marie Hugues Claude Delaforest |           | Comte                |
| 1817                                     | 1822    | M. Clemencier                  |           |                      |
| 1813                                     | 1817    | Marie Hugues Claude Delaforest |           | Comte                |
| 1804                                     | 1813    | François Michel                |           |                      |
| 1800                                     | 1804    | Claude Rabier                  |           |                      |
| 1793                                     | 1800    | Jean-Baptiste Bégin            |           |                      |
| Les données manquantes sont à compléter. |         |                                |           |                      |

## Démographie
L'évolution du nombre d'habitants est connue à travers les recensements de la population effectués dans la commune depuis 1793. Pour les communes de moins de 10 000 habitants, une enquête de recensement portant sur toute la population est réalisée tous les cinq ans, les populations de référence des années intermédiaires étant quant à elles estimées par interpolation ou extrapolation. Pour la commune, le premier recensement exhaustif entrant dans le cadre du nouveau dispositif a été réalisé en 2005.

En 2022, la commune comptait 744 habitants, en évolution de −2,36 % par rapport à 2016 (Côte-d'Or : +0,82 %, France hors Mayotte : +2,11 %).
| 1793 | 1800 | 1806 | 1821 | 1836 | 1841 | 1846 | 1851 | 1856 |
| ---- | ---- | ---- | ---- | ---- | ---- | ---- | ---- | ---- |
| 269  | 266  | 274  | 282  | 291  | 289  | 323  | 315  | 320  |

| 1861 | 1866 | 1872 | 1876 | 1881 | 1886 | 1891 | 1896 | 1901 |
| ---- | ---- | ---- | ---- | ---- | ---- | ---- | ---- | ---- |
| 347  | 357  | 324  | 367  | 414  | 389  | 394  | 440  | 458  |

| 1906 | 1911 | 1921 | 1926 | 1931 | 1936 | 1946 | 1954 | 1962 |
| ---- | ---- | ---- | ---- | ---- | ---- | ---- | ---- | ---- |
| 467  | 450  | 486  | 492  | 454  | 459  | 472  | 491  | 480  |

| 1968 | 1975 | 1982 | 1990 | 1999 | 2005 | 2006 | 2010 | 2015 |
| ---- | ---- | ---- | ---- | ---- | ---- | ---- | ---- | ---- |
| 479  | 455  | 452  | 476  | 501  | 603  | 605  | 732  | 759  |

| 2020 | 2022 | - | - | - | - | - | - | - |
| ---- | ---- | - | - | - | - | - | - | - |
| 738  | 744  | - | - | - | - | - | - | - |

## Économie

### Revenus de la population
En 2011, le revenu fiscal médian par ménage était de 34 107 €, ce qui plaçait Tillenay au 9059e rang parmi les 31 886 communes de plus de 49 ménages en métropole.
En 2011, le revenu net médian déclaré par foyer fiscal était de 23 761 €. En 2011, 43,4 % des foyers fiscaux n'étaient pas imposables.

### Emploi
En 2011, la population âgée de 15 à 64 ans s'élevait à 452 personnes, parmi lesquelles on comptait 77,3 % d'actifs dont 71,5 % ayant un emploi et 5,8 % de chômeurs.
On comptait 74 emplois dans la zone d'emploi, contre 81 en 2006. Le nombre d'actifs ayant un emploi résidant dans la zone d'emploi étant de 324, l'indicateur de concentration d'emploi est de 22,7 %.
Les actifs de 15 ans ou plus ayant un emploi et résidant dans la zone sont 86,2 % à travailler hors de Tillenay : 75,6 % travaillent en Côte d'Or et 10,7 % dans une autre région de France métropolitaine.

### Entreprises et commerces
Au 31 décembre 2011, Tillenay comptait 39 établissements : 15 dans l'agriculture, 15 dans les commerces, transports et services divers, 5 dans la construction, 3 dans l'administration et 1 dans l'industrie. Toutes ces établissements comptent moins de 9 salariés.
En 2013, 3 entreprises dans le domaine du commerce, transports et services ont été créées.
Agriculture : culture maraîchère et céréaliculture.
Artisanat : menuiserie, électricité.
Activités de service : commerce et réparation automobile, taxi, transport de voyageurs SNCF, hôtel, restaurant.

## Patrimoine local

### Lieux et monuments
- Église Saint-Denis. Le Conseil municipal décide dès 1829 de la reconstruction de l'édifice. Les plans réalisés par l'architecte Scheffer sont validés en début d'année 1830 et les travaux débutent à partir du mois d'avril. L'édifice est vraisemblablement achevé en 1831[21].
- Mairie
- Gare d'Auxonne (inscrite aux monuments historiques).
- Monument aux morts[22]
- Verger conservatoire. Depuis mars 2015, un verger conservatoire a été planté face au lac de la commune. Il compte 80 arbustes de variétés anciennes : 60 de pommes et 20 de poires[23].

### Personnalités liées à la commune
- Léger d'Autun (vers 615-677/678), les terres de Tillenay appartenaient à sa famille.
- Napoléon Bonaparte (1769-1821), à l'époque où il était lieutenant d'artillerie à Auxonne, il vint souvent s'exercer au polygone de tir situé à Tillenay et se promener sur le territoire de la commune.
- Antoine Barranger (1805-1877), abbé, il est l'auteur de plusieurs ouvrages à sujet religieux, archéologique, historique ou philosophique.
- Léon Jules Auguste Antoni Belugou (1865-1934), industriel spécialisé dans l'exploitation de l'étain en Indochine, il a également coopéré à la fondation de l'Institut d'Optique à Paris[24].
- Paul Destray (1883-1929), archiviste, fils de l'instituteur de Tillenay, il fit l'école des chartes et dirigea les Archives départementales de la Nièvre[25].
- Christian Mégret de Devise (1908-1986), résistant français, Compagnon de la Libération, inhumé à Tillenay.

### Héraldique
| Blason de Tillenay | Blason  | D'or à la bande ondée d'azur accompagnée en chef d'une branche de tilleul de sinople et en pointe d'un vol essorant de sable. |
| Blason de Tillenay | Détails | Selon le site, la fasce ondée évoque la Saône, la branche de tilleul rappelle l'étymologie de Tillenay et le vol symbolise la gare dite d'Auxonne. et précise que ce vol est de sable alors qu'il apparait blanc (d'argent ?) sur l'image. Quant au tilleul, qui lui aussi semble d'argent - quoique qu'avec un brouillard vaguement sinople, il n'est rien précisé. Par contre les dessins des bulletins municipaux sont colorisés sans anbigüité. Présent sur le site, utilisé par la commune. |